# ویکتوریا چایکا
ویکتوریا چایکا (Вікторыя Уладзіміраўна Чайка؛ زادهٔ ۲۶ دسامبر ۱۹۸۰) تیرانداز ماده تفنگ بادی اهل بلاروس است. وی در بازی‌های المپیک تابستانی ۲۰۱۲ در ماده ۱۰ متر تپانچه بادی بانوان شرکت کرد و پنجم شد و در تپانچه ۲۵ متر زنان، ۲۵‌ام شد. وی همچنین در مسابقات المپیک ۲۰۰۸، ۲۰۰۴ و ۲۰۰۰ در ۱۰ متر تپانچه بادی و بازی‌های ۲۰۰۸ و ۲۰۰۴ در مسابقات ۲۵ متر تپانچه شرکت کرد.